# Aube (Orne)
Aube è un comune francese di 1 465 abitanti situato nel dipartimento dell'Orne nella regione della Normandia.

## Società

### Evoluzione demografica
Abitanti censiti

## Amministrazione

### Gemellaggi
- Strinz-Margarethä, Germania, dal 1974